# Distrikt Coayllo
Der Distrikt Coayllo liegt in der Provinz Cañete in der Region Lima in Südwest-Peru. Der Distrikt wurde am 4. August 1821 gegründet. Er besitzt eine Fläche von etwa 600 km². Beim Zensus 2017 wurden 1095 Einwohner gezählt. Im Jahr 1993 lag die Einwohnerzahl bei 1020, im Jahr 2007 bei 1031. Die Distriktverwaltung befindet sich in der 225 m hoch gelegenen Ortschaft Coayllo mit 561 Einwohnern (Stand 2017). Coayllo liegt 40 km nördlich der Provinzhauptstadt San Vicente de Cañete. Der archäologische Fundplatz Uquira befindet sich 3,3 km ostnordöstlich von Coayllo unweit vom Südufer des Río Omas.

## Geographische Lage
Der Distrikt Coayllo liegt im Nordosten der Provinz Cañete. Der Distrikt liegt an der Westflanke der peruanischen Westkordillere. Der Río Omas durchquert den Distrikt in südwestlicher Richtung. Der Distrikt reicht knapp 8 km ans Meer heran. Im Flusstal des Río Omas wird bewässerte Landwirtschaft betrieben.
Der Distrikt Coayllo grenzt im Südwesten an den Distrikt Asia, im Westen an den Distrikt Mala, im Norden an den Distrikt Calango, im Nordosten an den Distrikt Omas, im Osten an den Distrikt Tauripampa (die beiden zuvor genannten Distrikte liegen in der Provinz Yauyos) sowie im Südosten an den Distrikt Quilmaná.